# Karka
Karka (em urdu:  کارکا) é uma montanha na faixa do Hindu Raj no norte do Paquistão e tem uma altitude de pico de 6 222 metros (20 000 pé). Várias expedições italianas têm explorado a área do ponto de vista geográfico e etnográfico. Um grupo de alpinistas de Vicenza escalou Karka com sucesso pela primeira vez em agosto de 2007 durante a expedição "La Gata - Karka 2007".